# برییر، بریتیش کلمبیا
برییر (به انگلیسی: Barriere) یک منطقهٔ مسکونی در کانادا است که در تامپسون نیکولا واقع شده‌است. برییر ۱٬۷۱۳ نفر جمعیت دارد.